# Adolph Weiss
Pour les articles homonymes, voir Weiss.
Adolph Weiss est un compositeur américain né le 12 novembre 1891 et mort le 21 février 1971.

## Biographie
Adolph Weiss est né à Baltimore dans le Maryland en 1891, il est mort à Van Nuys en Californie en 1971. C'est un compositeur moderne qui fut l'élève de Arnold Schoenberg lorsqu'il habitait à Vienne. Son père était l'élève de Ferruccio Busoni. Adolph Weiss eu un poste de bassoniste dans de nombreux orchestres comme l'orchestre philharmonique de New York et l'orchestre symphonique de Chicago.

## Compositions
- 1952 : 7 chansons pour soprano et quatuor à cordes (Poets, Chartless, A Cemetery, The Railway Trail, Elysium, Mysteries, I taste a Liquor), sur des textes écrits par Emily Dickinson.

## Source
- (en) Cet article est partiellement ou en totalité issu de l’article de Wikipédia en anglais intitulé « Adolph Weiss » (voir la liste des auteurs).